# 斯大林格勒之剑

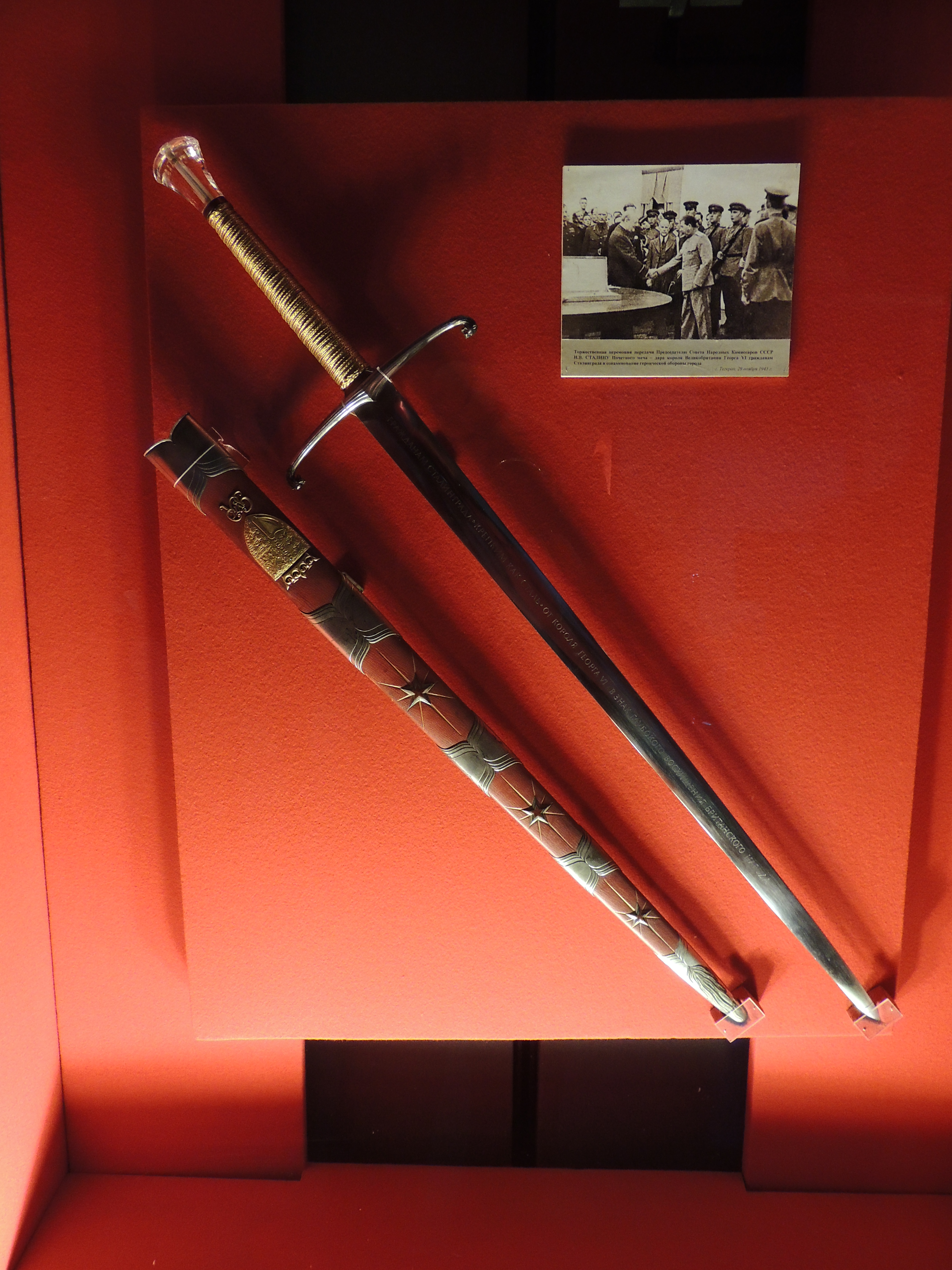
展出的斯大林格勒之剑

斯大林格勒之剑（羅馬化：Mech Stalingráda）是在二战时期於1943年11月29日下午在德黑蘭會議期間時，由英国首相丘吉尔代表英国政府赠送给苏联人民的，以表示对斯大林格勒战役胜利纪念。

## 设计
斯大林格勒之剑的设计与制造由威尔金森铸剑公司完成，历时三个月。
斯大林格勒之剑是在十字形双握双刃剑的基础上进行设计，全长1.25米（4英尺），剑柄用金丝缠绕；剑格为纯银，剑格用豹头装饰，剑首形式为“英格兰金色玫瑰”；剑身以谢菲尔德钢材铸造而成，剑身分别用英语、俄语镌刻有

ГРАЖДАНАМ СТАЛИНГРАДА • КРЕПКИМ КАК СТАЛЬ • ОТ КОРОЛЯ ГЕОРГА VI • В ЗНАК ГЛУБОКОГО ВОСХИЩЕНИЯ БРИТАНСКОГО НАРОДА

TO THE STEEL-HEARTED CITIZENS OF STALINGRAD • THE GIFT OF KING GEORGE VI • IN TOKEN OF THE HOMAGE OF THE BRITISH PEOPLE

翻譯：致有钢铁般意志的斯大林格勒公民———乔治六世国王以怀有崇高敬意的英国人民的名义敬赠

剑鞘为波斯出产的羔羊皮制成，深红色，装饰有银质镀金的皇室盾章、王冠、徽记以及五道银质饰物，以及三颗红宝石制成的五角星。
目前斯大林格勒之剑共有三件复制品，原剑保存于俄罗斯伏尔加格勒市的斯大林格勒战役博物馆中，三件复制品分别藏于伦敦阿克顿威尔金森博物馆宝剑中心、南非约翰内斯堡国家军事历史博物馆、以及一名私人藏家手中。

## 赠送仪式

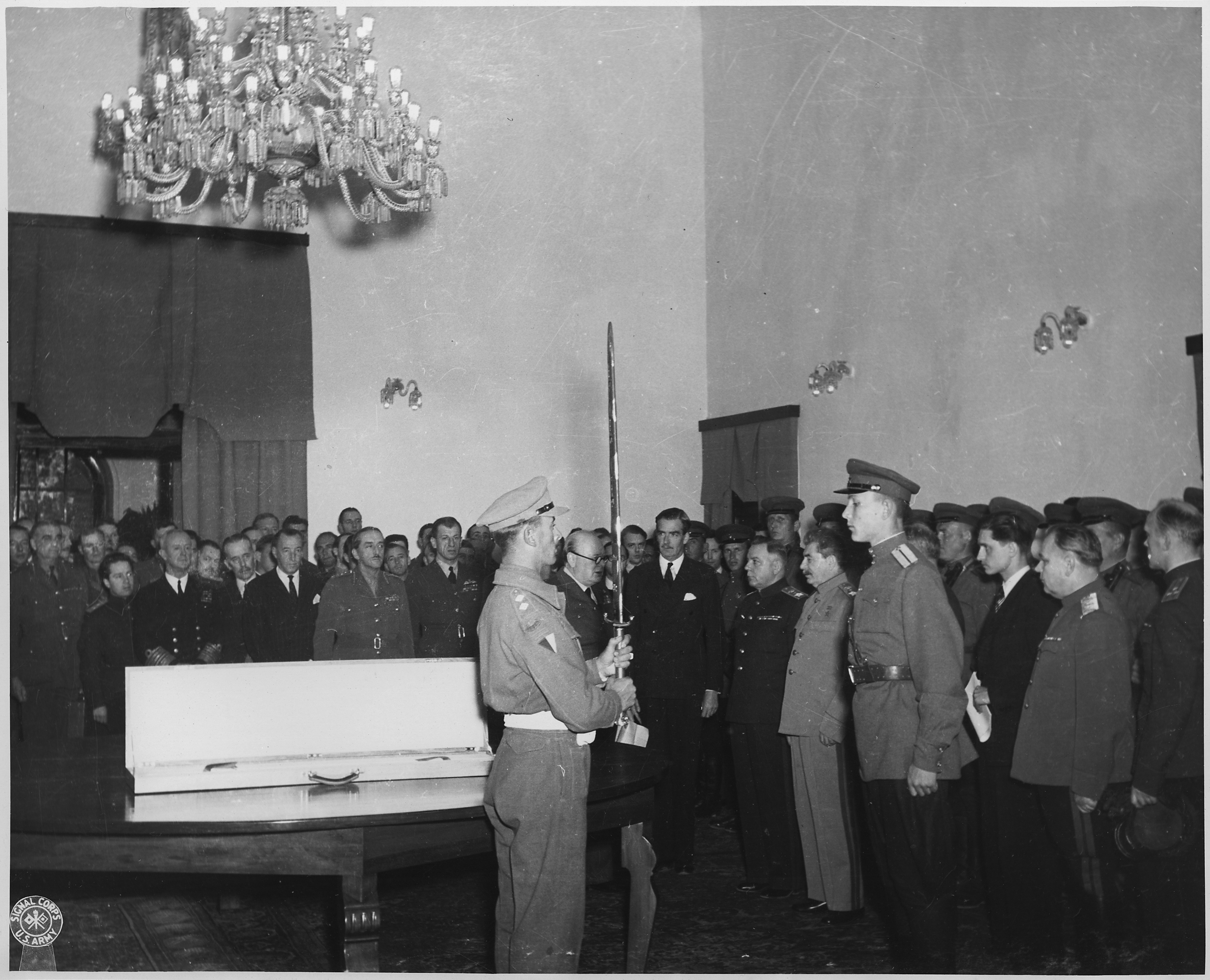
在德黑蘭會議上遞送斯大林格勒之劍

赠送仪式于德黑兰当地时间1943年11月29日下午进行。在德黑兰会议三巨头就开辟欧洲第二战场，及霸王行动的讨论结束后，于会议大厅中进行。
由英国首相丘吉尔代表英国皇室及政府赠送给斯大林，丘吉尔赠送时演讲的内容为“我受命赠送这把表示英国人民敬意的荣誉之剑（I am commanded to present this sword of honor as a token of homage of the British people）”。
仪式由苏联军乐队进行演奏英国及苏联国歌（《天佑吾王》、《国际歌》）之后进行。美国总统罗斯福及参与德黑兰会议的各国代表出席并见证。